# 中国人民解放军空军编余飞机储存中心
33°41′05.40″N 112°53′19.50″E / 33.6848333°N 112.8887500°E
中国人民解放军空军编余飞机储存中心，位于河南省平顶山市鲁山县让河乡，是规模位居亚洲第一、世界第二的编余飞机储存中心。

## 简介
其前身为军用机场，始建于1960年代至1970年代，由此向西约80多公里的林彪秘密基地（是规模很大的地下指挥中心，设有作战洞、指挥洞等）是其配套工程。
1980年代中期，中国军队百万大裁军，同时空军飞机大量退役。这批飞机的储存利用成为问题。中国军方派出一个考察团到美国，考察了美国这个世界上首个成立飞机储存中心的国家。随后在北京的空军领导机关办公大楼里，一个决定迅速形成：组建空军编余飞机储存中心，由空军副司令员林虎具体负责。1990年，该中心成立。
该中心接收的飞机，有的是因为“编余”，也有的是因为航空兵部队更新换代。该中心成立初期，所保障的飞机仅几十架，即便大规模转场，一次也就接收二、三十架飞机。1991年3月，上级给该中心下达任务：在一个多月内接收从全国各地空转（空中转运）来的数百架飞机。其中一部分是歼七战机。
经过中心多年努力，该中心成为中国人民解放军第一个融飞行保障、航空修理、飞机储存为一体的多功能航空基地。大批已退役但仍有一定飞行寿命或者利用价值的军用飞机被运到此处，以作战备等用途。停机坪上停有数百架退役的歼五、歼六型飞机。仅2000年代初，从中心调出各型飞机便达数百架，全部一次性启动成功，一次性试飞成功，一次性转场成功。
2007年，该中心开始全面采用战机气相封存技术，这种“飞机气相封存”技术是由中国自主创新研制。通过这种技术，使该中心实现了由原先储存飞机基本维护到恢复保障大批量飞机调出的跨越式发展。
在中心主任周广明的带领下，从2007年到2009年该中心先后获得三个奖项：该中心研发的战时编余飞机快速恢复、调出及保障系统获得2007年度军队科技进步二等奖；飞机战伤抢修技术支援系统获得2008年度军队科技进步三等奖；露天飞机快速清洗干燥装置获得2009年度军队科技进步三等奖。周广明也被总部表彰为“十一五”期间装备管理先进个人。
2016年深化国防和军队改革前，该中心隶属中国人民解放军济南军区空军。

## 历任领导
| 主任 …… - 乔国富（？—？） - 王长春（？—2007年） - 周广明（2007年—？） | 政治委员 …… - 纪建军（？—？） - 刘向东（？—？） |

## 航空展览馆
航空展览馆位于河南省平顶山市鲁山县让河乡，距离尧山65公里，隶属于中国人民解放军空军编余飞机储存中心（94452部队）。该馆始建于1994年初，占地面积约100000平方米。到2013年时，该馆已收藏并展出有歼击机、强击机、轰炸机、直升机、运输机、民航机等16种机型42架退役飞机。其中有多架具有历史意义的飞机，如美龄号（蒋介石专机）、香玉号（豫剧表演艺术家常香玉为中国人民志愿军空军捐赠）、杜凤瑞号（以战斗英雄杜凤瑞命名）等等，后又增加了一架陈纳德航空队用于驼峰航线飞行的飞机。此外该馆还收藏有苏军T34坦克、中国国产59高炮、581（甲）雷达车、航空炸弹、飞机发动机等武器装备。该馆是河南省爱国主义教育示范基地，长年对社会开放。